# أنتونوف أن-12
أنتونوف أن-12 (بالروسية: Антонов Ан-12 ؛ اسم الطائرة في حلف الناتو: Cub) (بالإنجليزية: Antonov An-12)‏ هي طائرة نقل بمحرك توربيني بأربعة محركات تم تصميمها في الاتحاد السوفيتي. وهي النسخة العسكرية من طراز أنتونوف أن-10 ولها العديد من النسخ والتصاميم. على مدار أكثر من ثلاثة عقود، كانت طائرة أنتونوف أن-12 هي طائرة نقل البضائع والمظليين المتوسطة المدى للقوات الجوية السوفيتية. وتم بناء ما مجموعه 1248 طائرة من هذا الطراز. 

## التصميم والتطوير

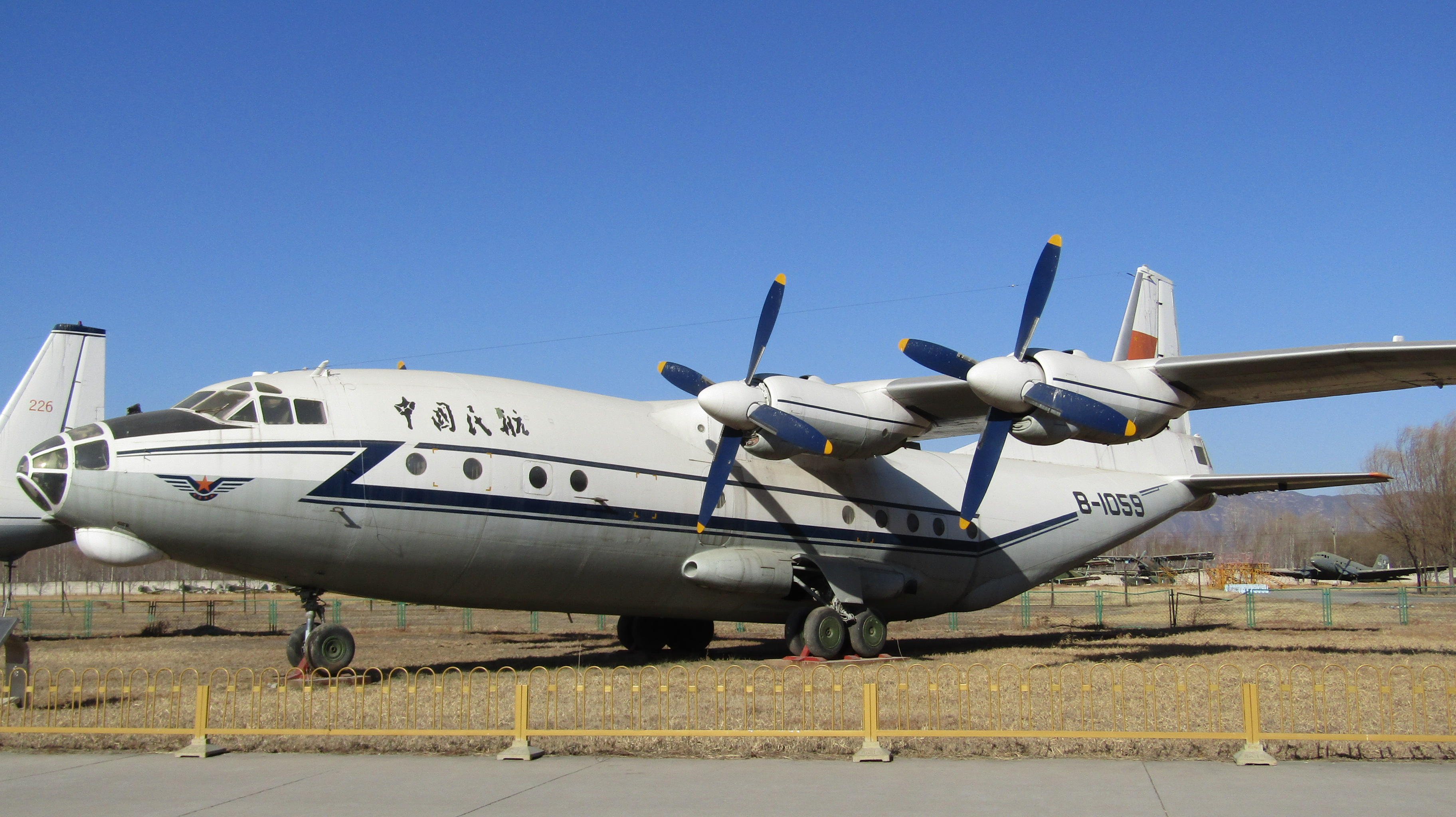
أنتونوف أن-12 في متحف الطيران الصيني، بكين

طائرة أنتونوف أن-12 هي النسخة العسكرية من طائرة نقل الركاب أنتونوف أن-10 ، وقد تم تصميمها بالاعتماد على تصميم طائرة أنتونوف أن-8، وحلقت لأول مرة في ديسيمبر 1957 ودخلت الخدمة العسكرية السوفيتية في عام 1959. في البداية، كان يتم تصنيع الطائرة في مصنع الطيران الحكومي في مدينة إيركوتسك في روسيا (5,000 كم شرق موسكو). ومنذ عام 1962 ، نُقل الإنتاج إلى مدينة طشقند حيث تم هناك بناء 830 طائرة. ولاحقا انتقل الإنتاج إلى مدينتي فارونيش وقازان.
في الاستخدام العسكري، تتميز طائرة أنتونوف أن-12 بسعة تصل إلى 100 من المظليين المجهزين بالكامل أو ما يقارب 20,000 كجم (44,090 رطل) من البضائع، والتي يتم تحميلها من خلال باب التحميل الخلفي المنحدر ولها القدرة على الإقلاع من المدرجات القصيرة وتبلغ سرعتها حوالي 520 كم / ساعة.
أما من حيث الشكل والحجم والقدرة، فإن طائرة أنتونوف أن-12 تشبه طائرة لوكهيد C-130 هيركيليس (Lockheed C-130 Hercules) التي صنعتها الولايات المتحدة الأمريكية 